# روبرت تايلور (كاتب)
روبرت تايلور (بالإنجليزية: Robert Taylor)‏ هو كاتب سيناريو ورسام رسوم متحركة وكاتب ومخرج أمريكي، ولد في 1944 في الولايات المتحدة، وتوفي في 11 ديسمبر 2014 في وودلاند هيلز، كاليفورنيا في الولايات المتحدة.

## وصلات خارجية
- روبرت تايلور على موقع IMDb (الإنجليزية)
- روبرت تايلور على موقع ألو سيني (الفرنسية)
- روبرت تايلور على موقع أول موفي (الإنجليزية)
- روبرت تايلور على موقع قاعدة بيانات الأفلام السويدية (السويدية)
- روبرت تايلور على موقع قاعدة بيانات الفيلم (الإنجليزية)
- روبرت تايلور على موقع كينوبويسك (الروسية)